# Sasha Victorine
Sasha Caleb Victorine (født 3. februar 1978 i Santa Ana, Californien, USA) er en tidligere amerikansk fodboldspiller (midtbane).
Victorine spillede college-fodbold hos University of California. Da han blev professionel spillede han hele sin karriere, fra 2000 til 2009, i den bedste amerikanske liga Major League Soccer, hvor han nåede over 100 kampe for både Los Angeles Galaxy og Kansas City Wizards. Med Galaxy var han i 2002 med til at vinde det amerikanske mesterskab.
Victorine spillede desuden fire kampe og scorede ét mål for USA's landshold. Han deltog ved OL i 2000 i Athen, hvor amerikanerne sluttede på fjerdepladsen.